# Cal Gineret
Cal Gineret és una obra de les Borges Blanques (Garrigues) protegida com a Bé Cultural d'Interès Local.

## Descripció
Es tracta d'una edificació de planta baixa -d'uns 237,32 m2, de forma triangular subdividida en 5 estances, totes amb façana al carrer la Font.
Tota l'edificació és de carreus de pedra, en bon estat de conservació. Té una alçària d'uns 4 ó 5 m segons en quin punt ho mirem. L'estructura està feta amb murs perpendiculars al carrer la Font, i volta de mur a mur que delimiten les estances abans esmentades que no es comuniquen entre elles.
Les voltes tenen unes obertures al sostre, de forma quadrada, per on previsiblement es verti a el gra de cereal de les collites. La coberta és plana per poder accedir-hi amb carruatges.

## Història
És una de les poques construccions antigues en pedra que queden a la població. La data aproximada de la seva construcció es pot fixar a finals del segle xix.
Exteriorment té una façana en pedra força bonica, però és a l'interior, amb les voltes, on la bellesa de l'ambient creat adquireix gran rellevància.
És també un record present de l'activitat econòmica del segle xix a les Borges.